# Bromid hořečnatý
Bromid hořečnatý je anorganická sloučenina, hořečnatá sůl kyseliny bromovodíkové. Často se používá jako mírné sedativum a antikonvulzivum k léčbě nervových poruch.. Je velmi dobře rozpustný ve vodě a v přírodě se vyskytuje v malých množstvích v některých minerálech, jako jsou bischofit a karnalit, a v mořské vodě.

## Výroba
Bromid hořečnatý lze vyrobit reakcí kyseliny bromovodíkové s oxidem hořečnatým a následnou krystalizací produktu nebo reakcí uhličitanu hořečnatého s kyselinou bromovodíkovou a získání pevného produktu odpařováním.

## Použití
Bromid hořečnatý se používá jako katalyzátor mnoha reakcí. První z nich je bezrozpouštědlová výroba dihydropyrimidinonů, které se nejčastěji používají ve farmaceutickém průmyslu. Jsou předepisovány jako blokátory vápníkového kanálu a HIVgp-120-CD4 inhibitory. MgBr2 se také používá jako sedativum. V kombinaci s CH2Cl2 katalyzuje reakci, která vytváří specifická centra symetrie a chirality při hydrogenaci alkenů. Navázaný na ethylovou skupinu se využívá k regiospecifické analýze triglycerolů. O hexahydrátu bromidu hořečnatého se uvažovalo o jeho možném využití jako zpomalovače hoření. Bylo zjištěno, že 0,125M roztok hexahydrátu MgBr2 přidaný k bavlně zpomaluje hoření.